# Pistyros

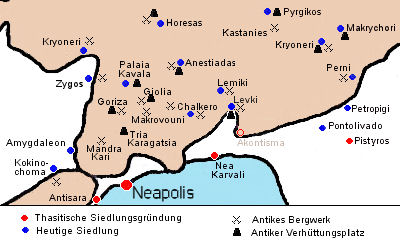
Pistyros am Südostrand der Lekani-Berge

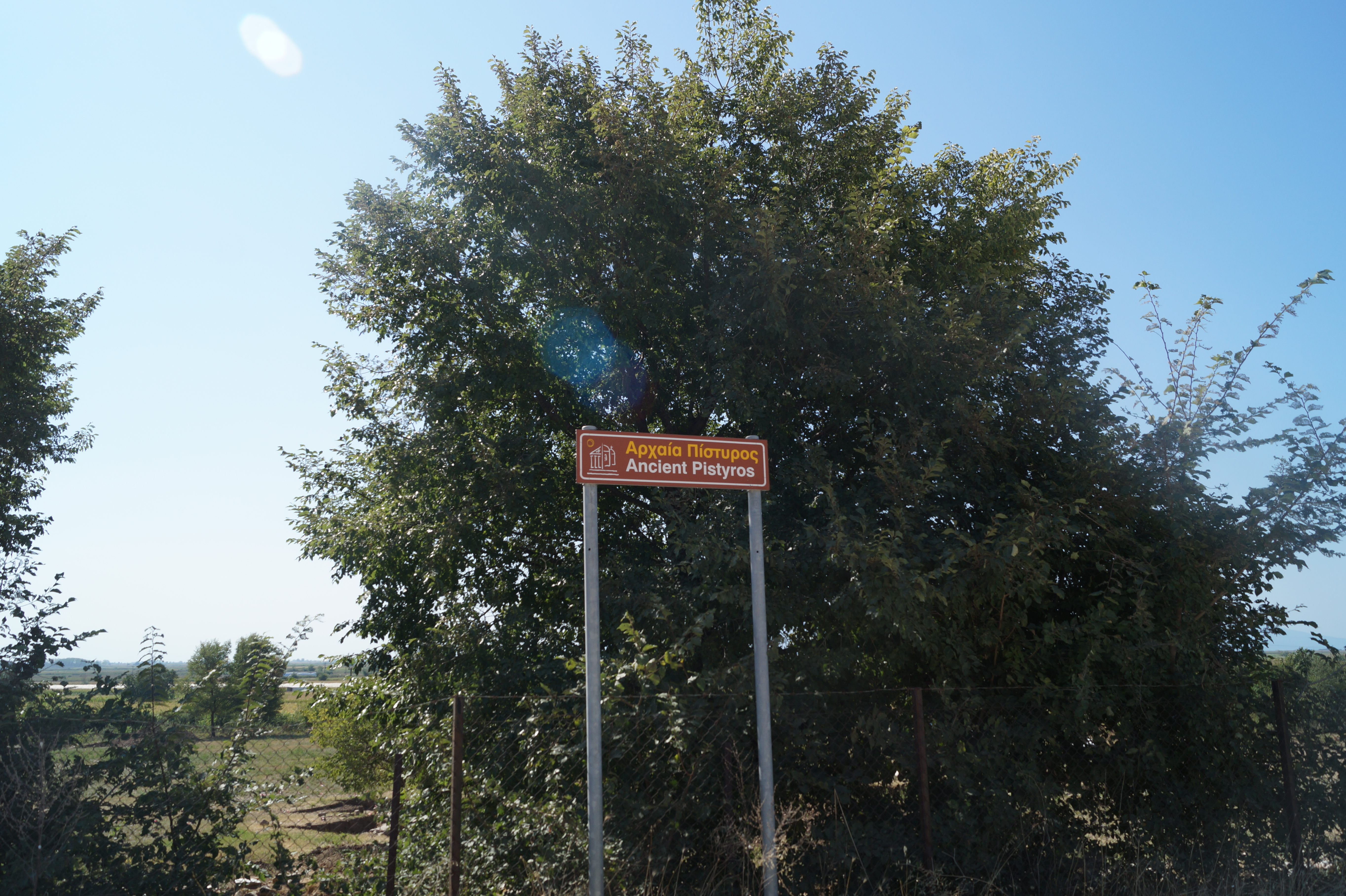
Hinweisschild an der Hauptstraße

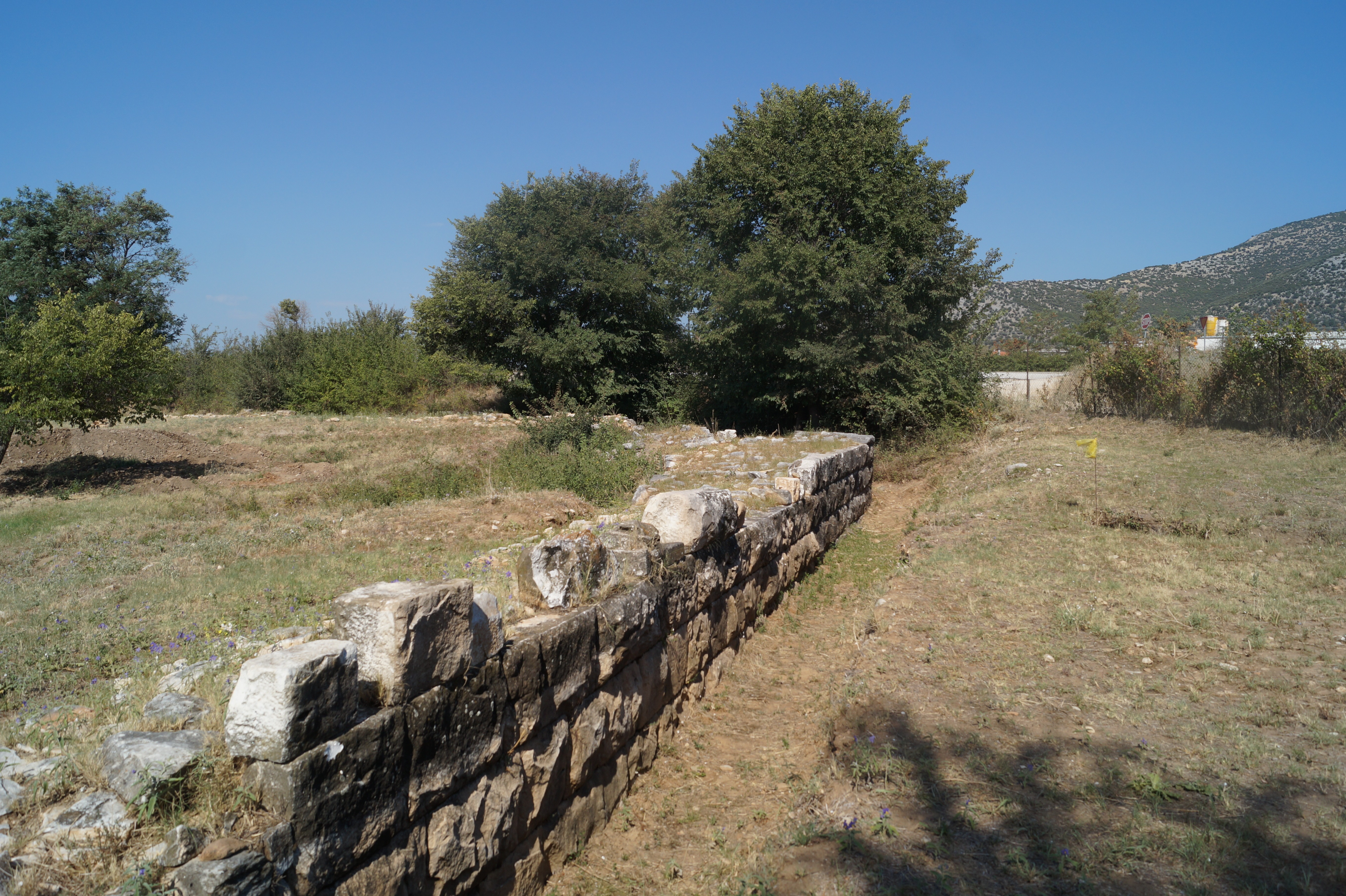
Nordostecke der Stadtmauer

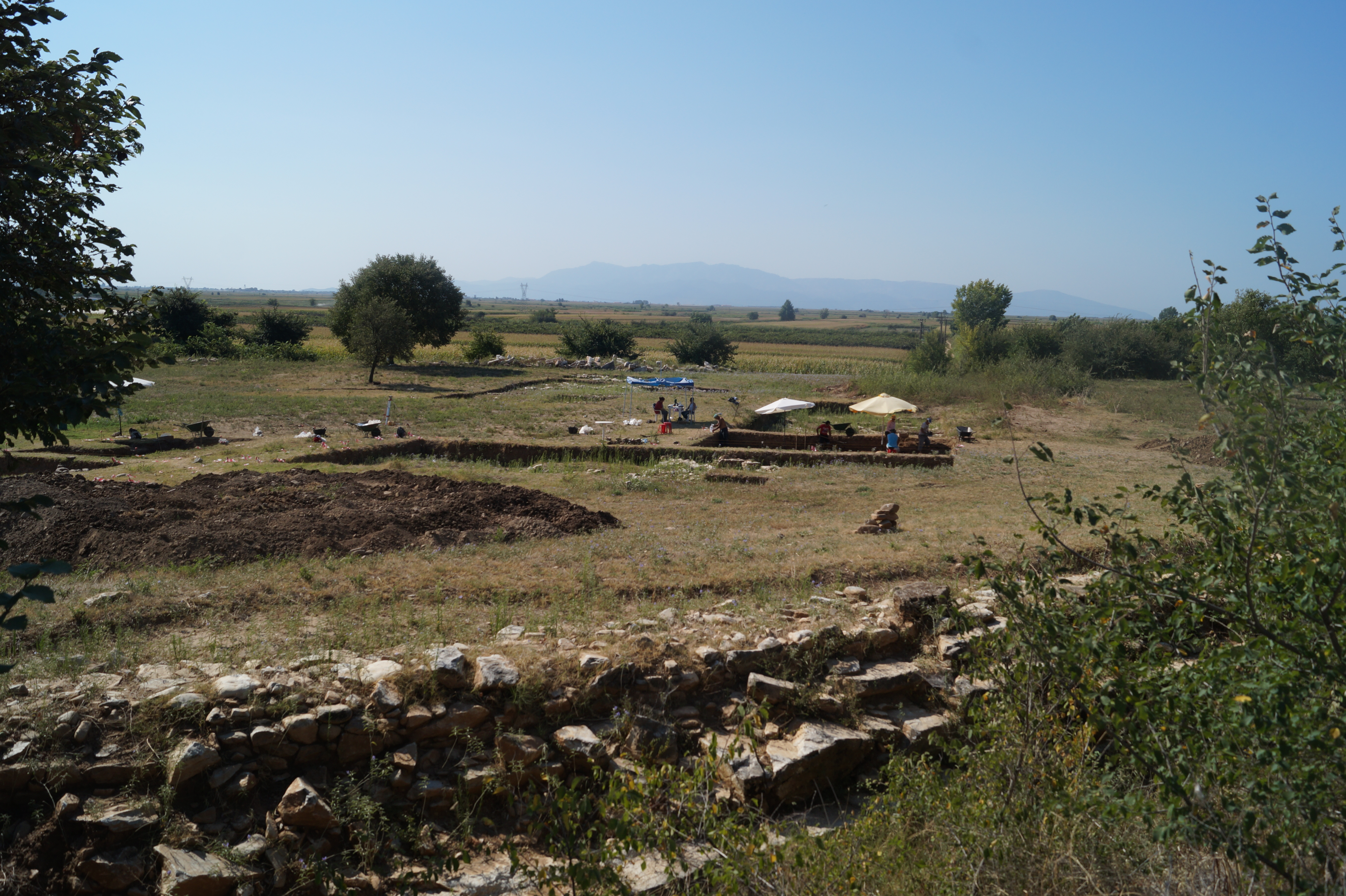
Grabungsarbeiten in Pistyros

Pistyros (altgriechisch Πίστυρος), Bistiros (Βίστιρος) oder Pisteira (Πίστειρα) war eine befestigte antike griechische Siedlung in Thrakien, an der Nordküste der Ägäis, etwa 20 km östlich des heutigen Kavala (in der Antike Neapolis).

## Überlieferung
Die Siedlung wird von Herodot in der Beschreibung des Xerxeszuges erwähnt. Danach gehörte Pistyros, das am salzigen See Cisteris lag, zur Insel Thasos und war die vermutlich jüngste Gründung der thasischen Peraia, eine Handelsniederlassung an der Küstenroute von Asien zur thrakisch-makedonischen Grenze. Der See, der heute trockengelegt ist, hatte einen Umfang von 30 Stadien (entspricht etwa 5,5 km). Die Siedlung diente auch als Ausgangspunkt für das Vordringen der Thasier nach Norden in das Lekanis-Gebirge zum Aufschluss der dortigen Gold- und Silbererze und ihrer Verhüttung.

## Erforschung
Pistyros wurde im Jahre 1971 bei der heutigen Siedlung Pontolivado bei Kavala von der Ephoria Kavala durch die Archäologin Chaido Koukouli-Chrysanthaki entdeckt und systematische Grabungen durchgeführt. Hierbei wurde die Nordostecke der Stadtmauer, ein kleiner Turm, ein Gebäudekomplex und ein Depotfund bestehend aus 55 Silbermünzen aus dem letzten Viertel des 6. Jahrhunderts v. Chr. von Thasos und aus Neapolis, gefunden.
Seit 2014 werden in Pistyros wieder Grabungen unter der Leitung des Euphors der Altertümer Stratis Papadopoulos durchgeführt. Hierbei wurde bisher die komplette Stadtmauer und mit geophysikalischen Methoden die innere Struktur der Siedlung untersucht. Auch Gebäude und Straßen aus dem 2. Jahrhundert v. Chr. wurden ausgegraben. Man erhofft sich bei der Erforschung von Pistyros auch Rückschlüsse auf Neapolis ziehen zu können, da dieses heute überbaut ist und deshalb nicht untersucht werden kann.

## Beschreibung
Die etwa 500 m lange Stadtmauer aus dem 6. Jahrhundert v. Chr. umgibt ein Gelände von knapp 15 ha. Die Mauer hat eine Dicke von 2,60 m. Nur im Westen ist sie nur 1,60 m dick. Ursprünglich hatte sie eine Höhe von 6 m und war aus thasischem Marmor errichtet und verfügte über sechs Türme und zwei Tore. Beim Tor im Südwesten fand man eine gepflasterte Straße, die vermutlich zum Hafen führte. An der äußeren Wandfläche der Stadtmauer befinden sich Graffiti aus archaischer Zeit. Sie sind in parischem Alphabet, dass sowohl auf Paros als auch auf Thasos verwendet wurde, verfasst. Man entdeckte auch eine Inschrift zu Ehren des Gott Zeus aus der Zeit Philipp II.

## Geschichte
Während der 2. Hälfte des 7. Jahrhunderts v. Chr. wurde Pistyros gegründet. Thrakische, handgemachte Keramik deutet jedoch darauf hin, dass bereits in der Eisenzeit hier eine Siedlung bestand. Die Stadt hatte wahrscheinlich Zugang zu den Bergwerken im Lekani-Gebirge. Es wurden große Mengen an Schlacke und Erze und auch Öfen in der Stadt aufgefunden und es zeigte sich, dass Pistyros hauptsächlich von der Metallverarbeitung lebte. Durch die Gewinnung von Gold, Silber, Kupfer, Eisen und Blei hatte die Stadt in der 2. Hälfte des 6. Jahrhunderts einen gewissen Wohlstand erlangt. Dies spiegelt sich in der prunkvollen Stadtmauer aus Marmor und der importierten Keramik von Thasos, von den Kykladen, aus Kleinasien und Athen wider.
480 v. Chr. zog Xerxes I. an der Stadt vorüber. Pistyros war wahrscheinlich eigenständiges Mitglied des Attischen Seebundes, denn nach einer Inschrift entrichtete es 434/3 v. Chr. 300 Drachmen an Athen. Die Metallverarbeitung in der Stadt endete im 3. Jahrhundert v. Chr. und die Einwohnerzahl nahm schnell ab. Im 1. Jahrhundert v. Chr. wurde sie schließlich ganz aufgegeben.
Vermutlich waren die Bewohner von Pistyros Mitbegründer der bedeutenden Handelsniederlassung Pistiros im zentralen Thrakien, dem heutigen Vetren/Bulgarien.